# Cap-Acadie

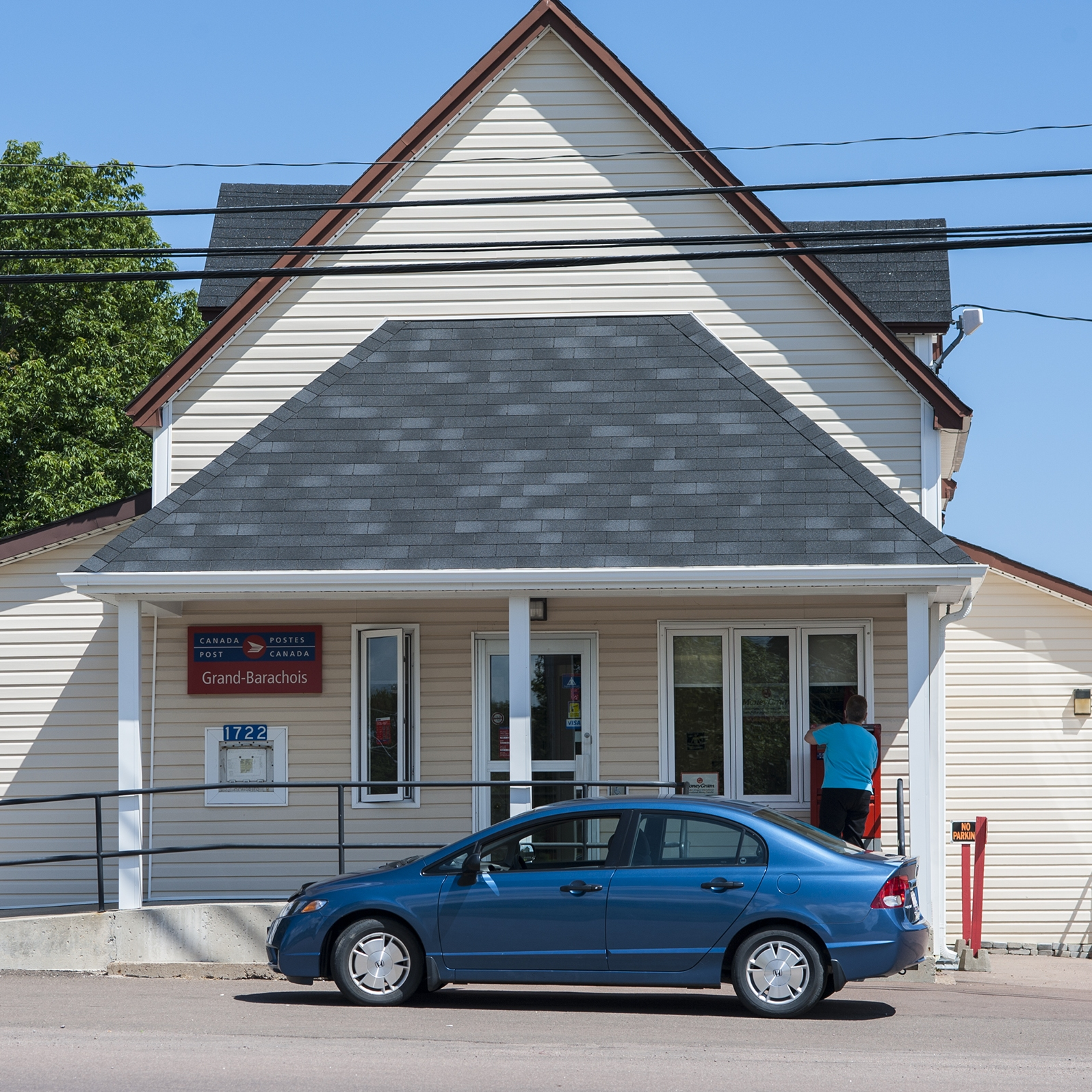

Cap-Acadie est une ville du Nouveau-Brunswick au Canada, située dans le territoire de la commission de services régionaux du Sud-Est. La municipalité a été constituée le 1er janvier 2023.

## Géographie
La ville s'étend sur la rive méridionale du détroit de Northumberland, dans la partie orientale du Nouveau-Brunswick, à environ 50 km à l'est de Moncton.

## Histoire
Cap-Acadie est créée le 1er janvier 2023 par la fusion de la municipalité rurale de Beaubassin-Est et du village de Cap-Pelé.

## Politique et administration
La ville est dirigée par un conseil municipal de neuf membres, dont le maire, élus pour un mandat de quatre ans. Les premières élections ont eu lieu le 28 novembre 2022.
| Période          | Période  | Identité    | Étiquette | Qualité |
| ---------------- | -------- | ----------- | --------- | ------- |
| 1er janvier 2023 | en cours | Serge Léger |           |         |